# Platycynorta clarifemur
Platycynorta clarifemur is een hooiwagen uit de familie Cosmetidae.